# متنزه سعداني الوطني
حديقة سعداني الوطنية هي حديقة وطنية في تنزانيا تبلغ مساحتها 1,062 كـم2 (410 ميل2). تم إعلانها رسميًا في عام 2005 ويتم إدارتها تحت إشراف هيئة المتنزهات الوطنية في تنزانيا. تقع في جنوب شرق منطقة بانجاني في منطقة تانجا وشمال شرق منطقة تشالينزي في منطقة بواني.

## التاريخ
تم الإعلان عنها في عام 2005، وهي تشمل نظامًا بيئيًا محفوظًا بما في ذلك محمية سعداني السابقة، ومنطقة مزرعة مكواجا السابقة، ونهر وامي، بالإضافة إلى غابة زارانينج. في أواخر الستينيات، دعت قرية سعداني – القرية التي سميت الحديقة باسمها – وخاصة قريتها الفرعية أوفيني، قسم الحياة البرية في تنزانيا (WD) لمساعدتهم في منع القتل العشوائي للحياة البرية السائدة في المنطقة. ومن خلال هذه الشراكة، أنشأت قرية سعداني وقسم الحياة البرية محمية سعداني للصيد (SGR)، مع الاتفاق على احترام حقوق الأراضي للقرى الفرعية الساحلية في سعداني، بما في ذلك قريتي أوفينج وبوروكانيا الفرعيتين، مع معالجة احتياجات الحياة البرية أيضًا.
وعلى هذا النحو، جرت تدخلات الحفاظ على البيئة في منطقة سعداني منذ منتصف الستينيات من القرن الماضي، وقد حظيت بدعم القرويين الذين يقطنون تقليدياً في منطقة سعداني، ولكن لم تصبح عمليات الحفاظ على البيئة التي تديرها الدولة مصدر قلق متزايد بين القرى المجاورة للمتنزه إلا في الآونة الأخيرة.
في أواخر تسعينيات القرن العشرين، جاء السيد دوميسيان نجاو، من هيئة المتنزهات الوطنية في تنزانيا لتطوير المحمية إلى حديقة وطنية، وإنشاء أول حديقة وطنية ساحلية في تنزانيا. وبذلك، أعادت سلطات المتنزه رسم حدود المحمية لتشمل الأراضي الساحلية الرئيسية في أوفينيي وبوروكانيا، وكأنها كانت دائمًا جزءًا من المحمية، مما أدى إلى تغيير الاتفاقية مع هؤلاء القرويين. تظهر الأبحاث المقنعة كيف قامت هيئة المتنزهات الوطنية في تنزانيا بعد ذلك بتسجيل معظم الأراضي الساحلية في سعداني كجزء من منتزه سعداني الوطني في عام 2005، بحجة أنها كانت دائمًا جزءًا من المحمية السابقة وتنتمي إلى المنتزه. يوضح التحليل المكاني لمنطقة محمية سعداني السابقة استراتيجية هيئة المتنزهات الوطنية في تنزانيا لإضفاء طابع رسمي على الأراضي الساحلية الرئيسية في سعداني وكأنها كانت دائمًا جزءًا من SGR. ويقال إن المساحة الإجمالية لـ SGR كانت حوالي 209 كـم2 (81 ميل2) ومع ذلك، تنص وثيقة الجريدة الرسمية لـ SGR على أنها تتألف من حوالي 300 كـم2 (120 ميل2).
غموض اللغة المستخدمة في الجريدة الرسمية للمحمية، ولكن أيضًا التدخلات المبكرة لهيئة المتنزهات الوطنية في تنزانيا لوضع خريطتها الخاصة للمحمية، ومصالحها في الأراضي الساحلية الرئيسية للقرى الفرعية لسعداني قد أصبحت تتحدى حقوق القرى الفرعية الساحلية في سعداني في السكنى القانونية في أراضيها التقليدية، وأدت إلى معارك سياسية مزمنة وغيرها من المعارك للمطالبة بإلغاء أراضي المحمية المسجلة في الجريدة الرسمية حاليًا، وإعادة حقوق الأراضي للسكان التقليديين، ومطالبة هيئة المتنزهات الوطنية في تنزانيا بالوفاء بالالتزامات التي تعهدت بها شعبة الحياة البرية في وقت سابق.

## الوضع الحالي لمنتزه سعداني الوطني

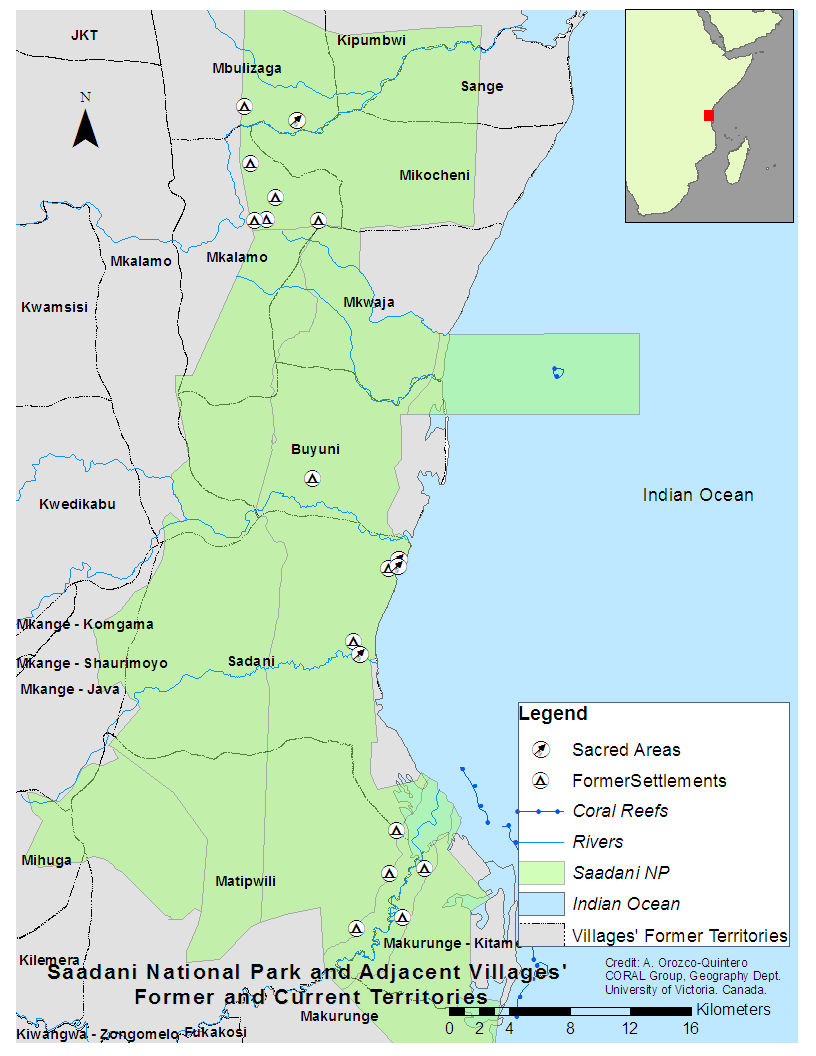
خريطة منتزه سعداني الوطني ومدى أراضي القرية السابقة التي تم تسجيلها الآن كأراضي منتزه.

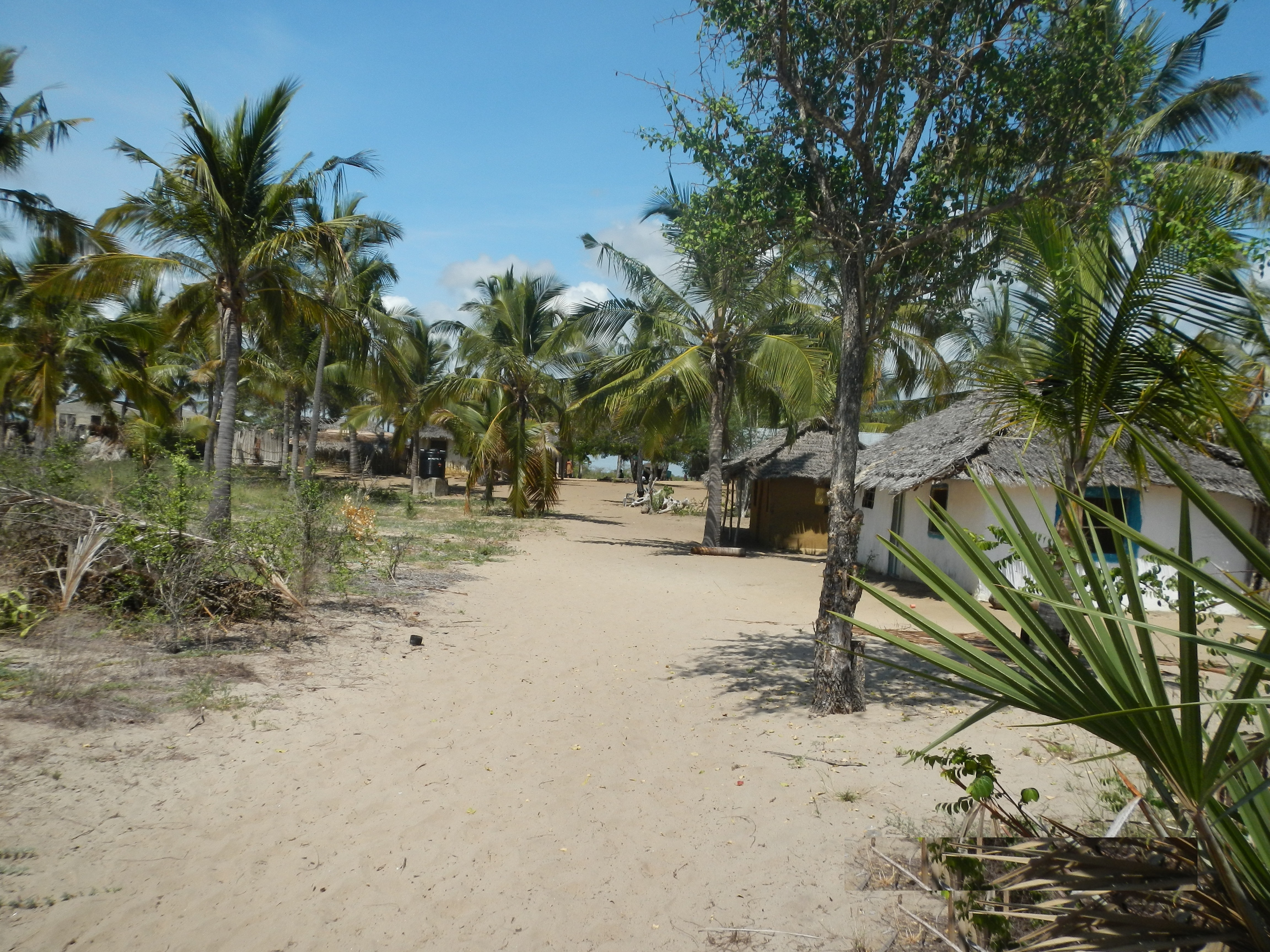
إحدى قرى منطقة سعداني

بموجب القانون، يجب التشاور بشأن تخصيص مناطق للحفظ، على الأقل إلى حد ما، مع القرى المتضررة. إلا أن قرية سعداني وزعماء قرية أوفيني الفرعية التابعة لها لم يدركوا إلا في أواخر عام 2005 أن النطاق الكامل لأراضي أوفيني قد تم تسجيلها في الجريدة الرسمية كجزء من المتنزه. هذا على الرغم من الاتصالات العديدة التي جرت منذ أوائل العقد الأول من القرن الحادي والعشرين حيث يكرر زعماء القرية باستمرار أن أراضي أوفيني لم تكن أبدًا جزءًا من المحمية وأنهم لن يخلوا أراضيهم. وتوضح وثائق مهمة لإنشاء المتنزه أن حجة تانابا لتخصيص أراضي قريتين فرعيتين ساحليتين من قرى سعداني الساحلية هي أنها كانت دائماً جزءاً من محمية الصيد السابقة، وهي حجة يبدو أنها سمحت لهم بالمضي قدماً في تخصيص الأراضي الساحلية دون التوصل إلى اتفاق مع الزعماء في ذلك الوقت، الذين أكدوا مجدداً أنهم لم يوافقوا على منح الأراضي الساحلية لتانابا.
باختصار، تم التنازع رسمياً على حدود وأراضي الحزب الوطني الاسكتلندي من قبل سلطات المقاطعة وما لا يقل عن 6 قرى، في حين أن هناك ما لا يقل عن 4 قرى مجاورة تشارك في الدعوة على مستوى أعلى لإعادة تقييم حدود المنتزه. ومع ذلك، من بين جميع القرى، فإن سعداني هي القرية التي تواجه أكبر التحديات بشأن تحديد جزء كبير من أراضيها الساحلية التي، بكل المقاييس، تم القيام به من جانب واحد. سعداني هي أيضًا القرية التي تضم أكبر شريط من الأراضي الساحلية.
في الوقت الحاضر، وبعد أكثر من عقد من الصراعات المؤسسية، قاومت قرية سعداني مختلف الأساليب التي تتبعها وكالة تانابا للاستصلاح الزراعي للاستيلاء على أراضي القرية الفرعية التي أصبحت الآن مسجلة في الجريدة الرسمية، وطالبوا باستمرار باستعادة حقوقهم في الأراضي، واستمروا في التأكيد على أنهم لن يتنازلوا عن أراضيهم التقليدية مقابل أي مبلغ من المال للتعويض. إن مثل هذه التأكيدات والإجراءات المجتمعية تتحدى بالتأكيد المفاهيم التقليدية للمكاسب الاقتصادية باعتبارها الدافع الرئيسي في النزاعات المجتمعية في المتنزهات العامة، وتشير إلى أن الروابط المكانية الثقافية المكانية العميقة الجذور هي ضرورية مثلها مثل الرفاه الجماعي للناس وربما أكثر أهمية من المنافع المادية.
وحتى يومنا هذا، لم تتمكن أساليب حوكمة وإدارة المتنزه من الحصول على دعم القرى المحيطة به، والتي كانت تقليدياً شديدة الاهتمام بالحفاظ على البيئة، للتصدي للصيد غير المشروع والتعاون في جهود الحفاظ على مستوى المناظر الطبيعية. وكل ذلك مطلوب بشدة لمكافحة الزيادة في أنشطة الصيد الجائر التي واجهتها الحديقة خلال السنوات السبع الماضية والتي بلغت سبعة أضعاف. كما أن ما لا يقل عن 10 قرى من أصل 17 قرية مجاورة للمتنزه لديها مناطق محمية مجتمعية خاصة بها، أي ما يعادل ما لا يقل عن 20% من المساحة المحددة كأراضي المتنزه. وعلى الرغم من مستوى الوعي البيئي لهذه القرى المتاخمة وأهمية الممرات واتصال النظام البيئي لنجاح الحفظ البيئي، إلا أن جهود الحفظ التي تبذلها القرى لم ترتبط بجهود الحديقة بل تمثل في الوقت الحاضر تهديداً لسلطات الحديقة. فبالنسبة لسلطات المتنزهات، تقع داخل المناطق المحمية في القرى حيث يُلاحظ في أغلب الأحيان أن الصيد غير المشروع يحدث داخلها.

## المناخ
يشهد المتنزه مناخاً ساحلياً شرق أفريقي مع هطول أمطار ثنائية النمط تتراوح بين 800 و1200 ملم سنوياً. تسقط الأمطار الطويلة من مارس إلى يونيو والقصيرة من أكتوبر إلى ديسمبر. ويُعدّ شهرا فبراير ويوليو أكثر الشهور جفافاً حيث تصل درجات الحرارة إلى 29 درجة مئوية. أفضل فترة للزيارة هي موسم الجفاف، على الرغم من أن المتنزه يظل جذاباً على مدار العام.[بحاجة لمصدر]

## الحياة البرية

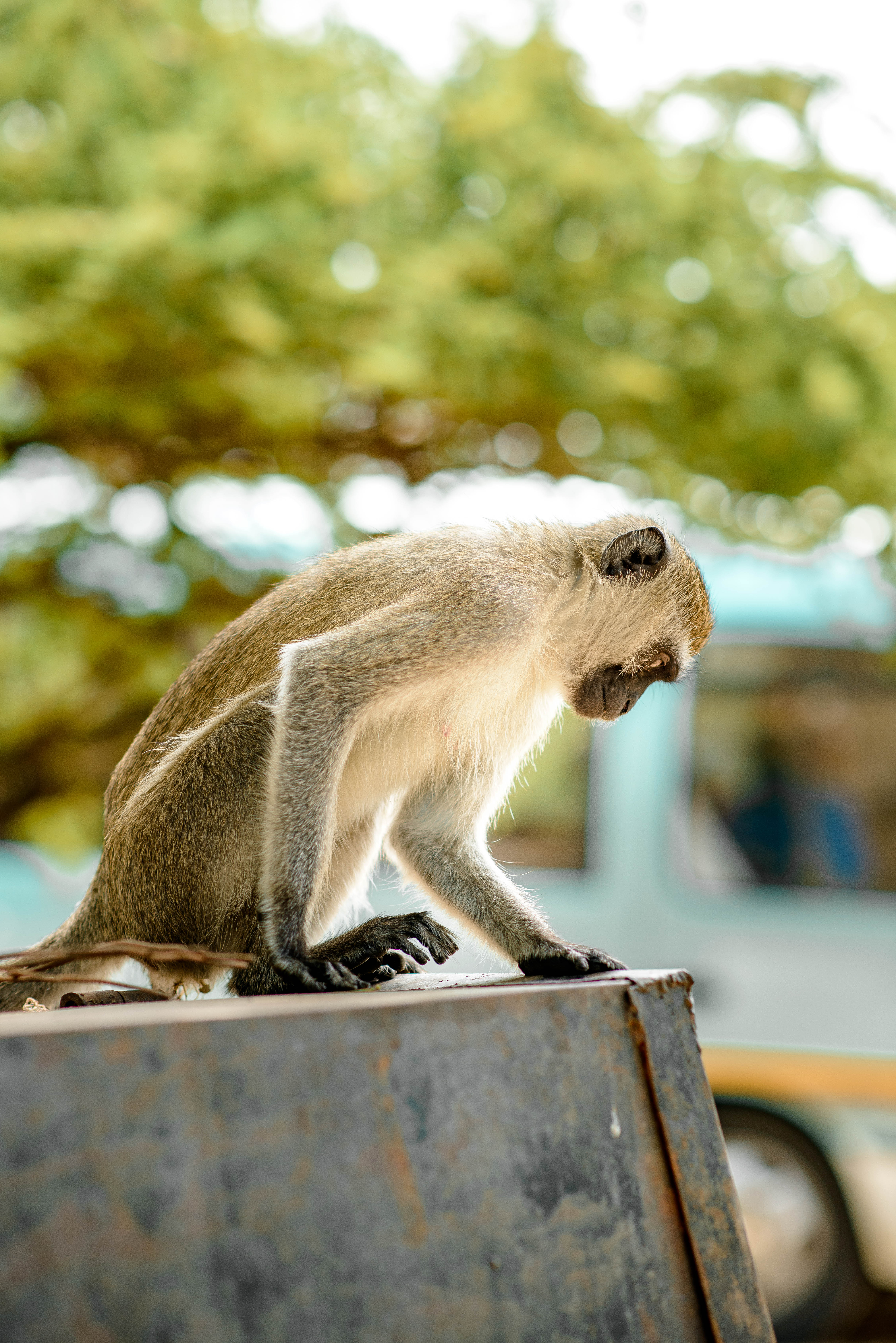
نغيديري (القرد الأخضر)

تتزايد أعداد الحياة البرية في سعداني خلال السنوات الأخيرة بعد أن تم إعلانها كمنتزه وطني وكانت في السابق منطقة صيد. تشمل الحياة البرية في سعداني أربعة من الحيوانات الخمسة الكبرى، وهي أسد (توضيح)، والفيلة الأفريقية، والجاموس الأفريقي، والفهود. زرافات الماساي، هارتبيست ليختنشتاين، ظباء الماء، الحيوانات البرية الزرقاء، ظباء البوهور، الدكك العادي والأحمر، دقدق، قردة البابون الصفراء، قرود الفرفت، القرود الزرقاء، قرود كولوبوس، النمس، الجينات، الشيهم، الظباء السمور، الخنازير، توجد أيضًا في الحديقة أفراس النهر والتماسيح وشاشات النيل.
منذ عام 2005، أصبحت المنطقة المحمية تعتبر وحدة للحفاظ على الأسود.

## وصلات خارجية
- https://web.archive.org/web/20090221121711/http://www.saadanipark.org/